# Oleg Timofejewitsch Bogomolow
Oleg Timofejewitsch Bogomolow (russisch Олег Тимофеевич Богомолов; * 20. August 1927 in Moskau, RSFSR, UdSSR; † 14. August 2015 ebenda) war ein sowjetischer bzw. russischer Wirtschaftswissenschaftler.

## Leben
Bogomolow schloss das Staatliche Institut für Internationale Beziehungen im Jahr 1949 ab und trat im selben Jahr der KP bei. 1954 verteidigte Bogomolow seine Dissertation über das Thema Zwischennationale Absprachen innerhalb des sozialistischen Lagers. In den Jahren von 1962 bis 1969 arbeitete Bogomolow im Apparat des Zentralkomitees der KPdSU. Von 1969 bis 1998 war er Direktor des Institutes für internationale und politische Studien der RAN, welches bis 1991 den Namen Institut für die Wirtschaft des sozialistischen Weltsystems führte. In dieser Funktion beriet Bogomolow Michail Gorbatschow. 1989 wurde Oleg Bogomolow in den Volksdeputiertenkongress gewählt und fungierte nach der Auflösung der Sowjetunion als einer der Berater Boris Jelzins und war von 1993 bis 1995 Mitglied der Duma.
Bogomolow starb 2015 und wurde auf dem Moskauer Friedhof Trojekurowo beigesetzt.

## Auszeichnungen (Auswahl)
Bogomolow erhielt verschiedene Auszeichnungen, wie das Ehrenzeichen der Sowjetunion, den Orden der Oktoberrevolution und den Verdienstorden für das Vaterland.